# Paul Bley
Paul Bley (* 10. November 1932 in Montreal; † 3. Januar 2016 in Stuart (Florida)) war ein kanadischer Jazzpianist des Free Jazz und des Modern Creative Stils, der als „leiser Genius des Free Jazz“ gilt (Melody Maker). Bleys Spiel und seine Kompositionen strahlen Martin Kunzler zufolge „Ruhe aus und bestechen durch Klarheit.“ Seine Improvisationen „haben zu einer Souveränität gefunden, die die alte Trennung zwischen traditionellem Jazz – sei er tonal oder modal – und freiem Spiel vergessen läßt.“ Er wohnte und arbeitete lange Zeit in den Vereinigten Staaten.

## Leben
Bley lernte als Kind ab 1938 Geige und ab 1940 Klavier. Bereits mit elf Jahren war 1944 seine musikalische Ausbildung am McGill Conservatory abgeschlossen. 1946 gründete er seine erste Band. 1948 lernte er in seiner Geburtsstadt Montreal Oscar Peterson kennen, der ihn in die Jazzszene einführte und von dem er 1949 die Rhythmusgruppe übernahm. Bley leitete den Montreal Jazz Workshop, zu dem er Musiker wie Charlie Parker oder Sonny Rollins nach Montreal brachte.
1950 zog Bley nach New York, wo er bis 1954 an der Juilliard School of Music studierte. Während des Studiums trat Bley weiterhin auf, absolvierte Tourneen mit Art Blakey, Louis Armstrong und anderen. Er beschäftigte sich mit dem Konzept von Lennie Tristano und erhielt 1953 durch Charles Mingus die Möglichkeit zu seinem Debüt-Album.
1957 heiratete Bley Carla Borg, die als Carla Bley einen Namen in der Jazzwelt erlangte und zunächst für ihn komponierte. Die Zusammenarbeit sollte knapp zehn Jahre Bestand haben. Von 1957 bis 1959 lebte Bley in Los Angeles, wo er nicht nur mit Chet Baker spielte, sondern ein eigenes Trio gründete, häufig mit Billy Higgins und Charlie Haden bzw. Scott LaFaro, das 1958 um die noch unbekannten Ornette Coleman und Don Cherry bzw. Bobby Hutcherson erweitert wurde. 1959 kehrte er nach New York zurück, wo sich um den Klarinettisten Jimmy Giuffre mit Steve Swallow und Bley das „Jimmy Giuffre Trio“ bildete. Diese Formation trat erstmals nun auch in Europa auf und spielte drei Alben ein, darunter Free Fall bei Columbia. Bley hatte damals mit Stilmitteln der Neuen Musik experimentiert und unterschiedliche Herangehensweisen zu „einem ästhetisch ambitionierten Gesamtkonzept“ verbunden.
Neben seinen Engagements bei anderen Jazzgrößen hatte Bley in den 1960er Jahren ein eigenes Trio mit Gary Peacock und Paul Motian. In der ersten Hälfte der 1960er Jahre versuchte Paul Bley in der damals im Umbruch befindlichen und sehr experimentierfreudigen Jazzszene mit dem Kontrabassisten freiere musikalische Ausdrucksmöglichkeiten zu finden. 1964 zählte Bley zu den Schlüsselpersonen der so genannten »October Revolution« im Cellar Café New York, bei der die Musiker des amerikanischen Free Jazz eine Plattform bildeten. Bley wurde zu einem wichtigen Pianisten dieses Genres. Als Mitbegründer der Jazz Composers Guild (1964) arbeitete er auch im Duo mit David Izenzon sowie mit Giuseppi Logan, Archie Shepp oder John Tchicai. Als Pianist in Sonny Rollins’ Gruppe (1963) besuchte er Japan. 1965 und 1966 weilte er nach einem viel beachteten Auftritt mit Mingus im New Yorker Five Spot für längere Zeit in Europa. 
Ende der 1960er Jahre trat Bleys neue Lebensgefährtin Annette Peacock auf den Plan, die auch als Komponistin für ihn arbeitete und mit ihm zusammen auftrat. 1968 verwendete Bley erstmals Synthesizer, und als erste Jazzgruppe setzte sein Trio 1969 ein großes elektronisches Set live (in der Philharmonic Hall in New York City) ein. Daraus entstand die Bley-Peacock Synthesizer Show.
Ab 1971 wandte sich Paul Bley verstärkt Solodarbietungen zu, Konzerte führten erneut nach Europa. 1972 kam es zur Aufnahme seines ersten Soloalbums. 1974 gründete Bley das Plattenlabel Improvising Artists Inc. (IAI) gemeinsam mit der Videokünstlerin Carol Goss, die Bleys Auftritte mit eigens gestalteten Filmsequenzen illustrierte. Neben der Aufnahme einiger Synthesizer-Soloalben dokumentierte IAI auch Sessions mit zahlreichen anderen Musikern (bei IAI hatte u. a. Pat Metheny sein Schallplattendebüt). Bley hat mehr als 100 Alben veröffentlicht, oftmals mit seinen Begleitern seit den 1960er Jahren: Giuffre, Swallow, Peacock und Motian.
Zahlreiche Tourneen führten Paul Bley immer wieder nach Europa, u. a. mit Evan Parker und Barre Phillips.
1999 legte Paul Bley seine Autobiografie „Stopping Time“ vor, und 2003 erschien ein Interviewbuch unter dem Titel „Time Will Tell“.

## Diskografie (Auswahl)
- Coleman Classics (mit Ornette Coleman, Don Cherry, Charlie Haden, Billy Higgins), IAI, aufgenommen 1958
- Footloose (Savoy, 1963), wiederveröffentlicht als Floater & Syndrome: The Upright Piano Sessions Revisited
- Barrage (mit Marshall Allen, Dewey Johnson, Eddie Gomez, Milford Graves), ESP-Disk, aufgenommen 1964
- Touching (mit Kent Carter, Barry Altschul), Debut, 1965
- Dual Unity (mit Annette Peacock, Han Bennink, Mario Pavone, Laurence Cook)
- Freedom (mit Gary Peacock) ECM, 1970
- Open, to Love (Solo piano), ECM, 1972
- The Paul Bley Quartet (mit John Surman, Bill Frisell und Paul Motian), ECM, 1987
- The Life of a Trio: Saturday and Sunday (mit Jimmy Giuffre, Steve Swallow), Owl, 1989
- Partners (mit Gary Peacock), 1990
- Satoko Fujii / Paul Bley: Something About Water, Libra, 1996
- Not Two, Not One (mit Gary Peacock und Paul Motian), ECM, 1999
- Paul Bley / Evan Parker / Barre Phillips: Sankt Gerold, ECM, 2000
- Basics, Justin Time, 2001
- Nothing to Declare (Solo piano), Justin Time, 2004
- Paul Bley / Kresten Osgood: Florida, ILK, 2007
- Solo in Mondsee, ECM, 2007
- About Time, Justin Time, 2008
- Play Blue (Oslo Concert), ECM, 2014
- When Will the Blues Leave, ECM, ed. 2019

## Einzelanmerkungen
1. ↑  RIP, Paul Bley. Abgerufen am 18. Oktober 2023.
2. ↑  zit. n. M. Kunzler Jazzlexikon Bd. 1 Reinbek 2002, S. 116
3. 1 2  M. Kunzler Jazzlexikon, S. 116
4. ↑  Konrad Heidkamp Solo für Zwei Die Zeit 17. April 1992
5. ↑  Die American Physical Society ehrte 1999 für seine Bemühungen um den Synthesizer.

| Personendaten    | Personendaten                          |
| ---------------- | -------------------------------------- |
| NAME             | Bley, Paul                             |
| ALTERNATIVNAMEN  | Bley, Hyman Paul                       |
| KURZBESCHREIBUNG | kanadischer Jazz-Pianist des Free Jazz |
| GEBURTSDATUM     | 10. November 1932                      |
| GEBURTSORT       | Montreal, Kanada                       |
| STERBEDATUM      | 3. Januar 2016                         |
| STERBEORT        | Stuart (Florida)                       |